# Dezember 2008
Portal Geschichte | Portal Biografien | Aktuelle Ereignisse | Jahreskalender | Tagesartikel

◄ |
20. Jahrhundert |
21. Jahrhundert

◄ |
1970er |
1980er |
1990er |
2000er
| 2010er | 2020er | 2030er | ►

◄ |
2004 |
2005 |
2006 |
2007 |
2008
| 2009 | 2010 | 2011 | 2012 | ►

◄ |
September 2008 |
Oktober 2008 |
November 2008 |
Dezember 2008 |
Januar 2009 |
Februar 2009 |
März 2009 |
►
Dieser Artikel behandelt tagesbezogene Nachrichten und Ereignisse im Dezember 2008.

## Tagesgeschehen

### Montag, 1. Dezember 2008
- Helmand/Afghanistan: Bei einem Selbstmordattentat kommen mindestens zehn Menschen ums Leben.[1]
- Posen/Polen: Eröffnung der UN-Klimakonferenz in Posen
- Stuttgart/Deutschland: Auf dem Bundes-Parteitag der CDU wird Angela Merkel mit 94,83 Prozent der abgegebenen Stimmen im Amt als Parteichefin bestätigt.[2]
- Washington, D.C. / Vereinigte Staaten: US-Präsident Barack Obama nominiert Hillary Clinton offiziell zur Außenministerin seines Kabinettes.[3]

### Dienstag, 2. Dezember 2008
- Bangkok/Thailand: Nach monatelangen Protesten der Opposition verbietet das Verfassungsgericht die Regierungspartei PPP wegen Wahlbetruges und enthebt Premierminister Somchai Wongsawat von seinem Amt.[4]
- Wien/Österreich: Angelobung der Bundesregierung Faymann

### Mittwoch, 3. Dezember 2008
- Bangkok/Thailand: Nach der gerichtlichen Auflösung der Peoples Power Party räumen die Demonstranten den Flughafen Bangkok-Suvarnabhumi, welcher daraufhin wieder seinen Betrieb aufnehmen kann. Die ersten Urlauber werden ausgeflogen.[5]
- Brüssel/Belgien: Vier Monate nach Russlands Intervention im Kaukasus-Konflikt 2008 und einer darauffolgenden Aussetzung der Zusammenarbeit mit Russland befürworten die NATO-Außenminister die Wiederaufnahme von Gesprächen im NATO-Russland-Rat.[6]
- Oslo/Norwegen: Unterzeichnung eines Abkommens zur Ächtung von Streubomben durch 111 Staaten.

### Donnerstag, 4. Dezember 2008
- Frankfurt am Main / Deutschland: Die Europäische Zentralbank senkt ihren Leitzins um 75 Basispunkte auf 2,5 Prozent. Außerdem senkt die Bank of England ihren Leitzins um 100 Basispunkte auf 2,0 Prozent und die Schwedische Reichsbank ihren Leitzins um 175 Basispunkte auf ebenfalls 2,0 Prozent.[7]
- Harare/Simbabwe: Die Regierung ruft den Notstand wegen einer schweren Choleraepidemie aus, welche bereits mehr als 11.000 Erkrankungen und rund 500 Todesopfer gefordert hat.[8]
- London / Vereinigtes Königreich: Joanne K. Rowlings Buch Die Märchen von Beedle dem Barden erscheint weltweit in einer Auflage von acht Millionen Exemplaren.

### Freitag, 5. Dezember 2008
- Islamabad/Pakistan: Ein Scherzanrufer, der sich als der indische Außenminister Pranab Mukherjee ausgibt, ruft den pakistanischen Ministerpräsidenten Asif Ali Zardari an und warnt ihn, dass Indien zu militärischen Mitteln greifen würde, falls Pakistan die Hintermänner der Anschläge am 26. November 2008 in Mumbai nicht ausliefere. Die nachfolgende Alarmbereitschaft der pakistanischen Luftwaffe wird erst Stunden später nach einem Anruf der US-Außenministerin Condoleezza Rice beim echten indischen Außenminister aufgehoben.[9]
- Peschawar/Pakistan Bei einem Bombenattentat kommen mindestens 20 Menschen ums Leben.[10]
- Tokio/Japan: Honda steigt wegen der Finanzkrise aus der Formel 1 aus. Damit starten in der nächsten Saison nur noch neun Teams.[11]

### Samstag, 6. Dezember 2008
- Danzig/Polen: Ein Treffen zwischen dem französischen Staatspräsidenten Nicolas Sarkozy und dem Dalai Lama wird von China heftig kritisiert.[12]
- Griechenland: Die Ausschreitungen in Griechenland 2008 setzen nach der Tötung eines 15-Jährigen durch einen Polizisten ein.[13]
- Kopenhagen/Dänemark: Der Film Gomorrha – Reise in das Reich der Camorra von Regisseur Matteo Garrone gewinnt den Europäischen Filmpreis 2008.[14]

### Sonntag, 7. Dezember 2008

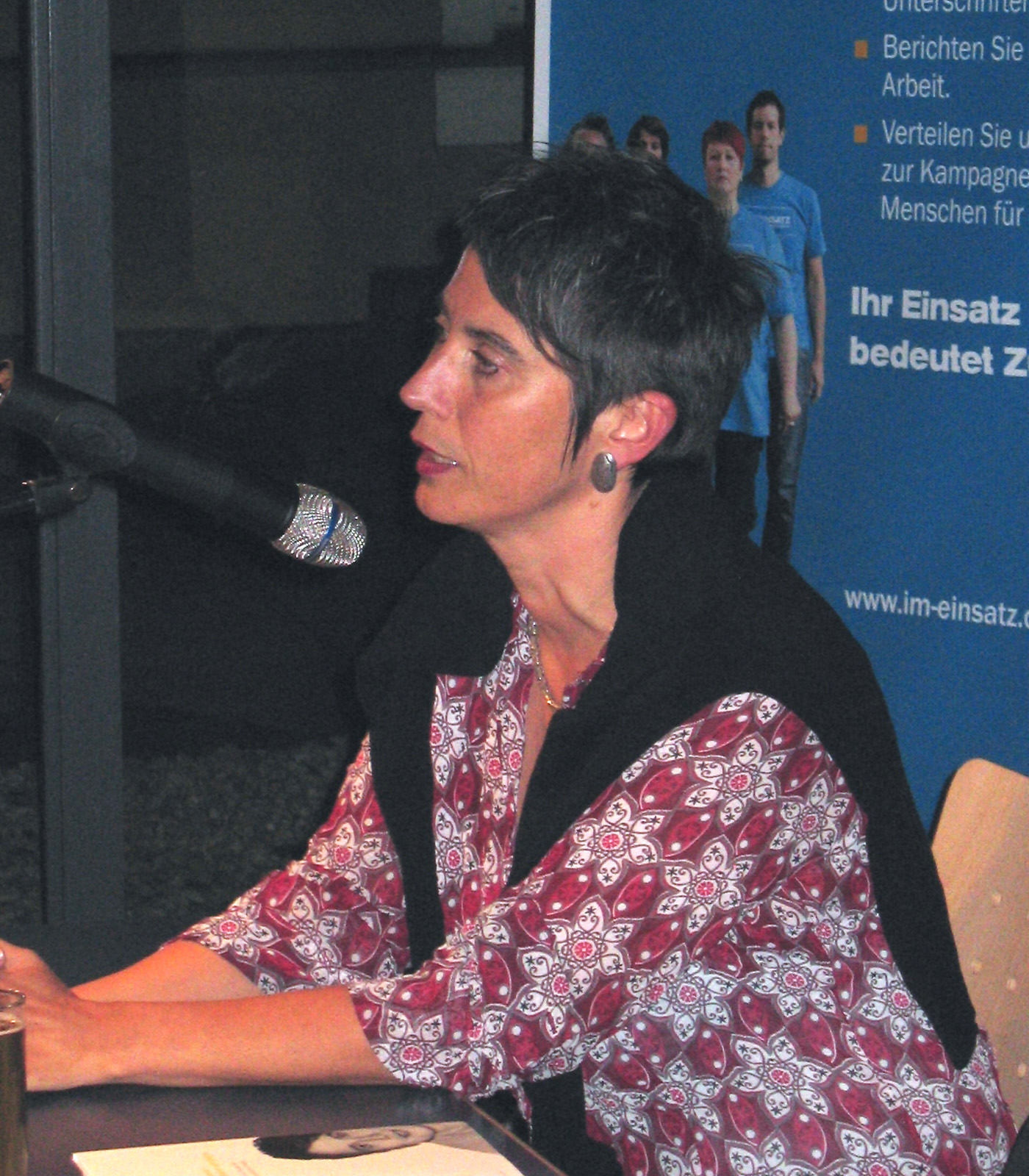
Monika Hauser

- Accra/Ghana: Bei den Präsidentschaftswahlen wird der Oppositionspolitiker John Atta-Mills (NDC) zum Sieger erklärt, welcher sich knapp gegen seinen Konkurrenten Nana Akufo-Addo von der regierenden NPP durchsetzen kann.[15]
- Athen/Griechenland: Nachdem am Vortag ein Polizist unter ungeklärten Umständen einen 15-Jährigen erschoss gibt es in griechischen Großstädten schwere Ausschreitungen und Krawalle zwischen Polizisten und Autonomen.[16]
- Dublin/Irland: Irland ruft wegen einer möglichen Verseuchung mit Dioxin alle seit September verkauften Produkte aus Schweinefleisch zurück. Das Bundeslandwirtschaftsministerium fordert deshalb die Lebensmittelindustrie auf, das Fleisch vorsorglich vom Markt zu nehmen.[17]
- Peschawar/Pakistan: Mehr als 300 Taliban greifen zwei Verladestationen der NATO ISAF-Mission an und zünden dort 146 Lastkraftwagen mit Nachschub für die Truppen in Afghanistan an, ein Sicherheitsmann wird dabei erschossen.[18]
- Verleihung des Right Livelihood Awards, des „Alternativen Nobelpreises“. Zu den Preisträgern zählen die Ärztin Monika Hauser, die Friedensaktivistin Asha Haji Elmi und die Journalistin Amy Goodman.

### Montag, 8. Dezember 2008
- Brüssel/Belgien: Die Kommission der Europäischen Union gibt bekannt, dass ab September 2009 Glühlampen mit mehr als 100 Watt, ab 2010 Glühlampen mit mehr als 40 Watt und ab 2012 schwächere Glühlampen in der Europäischen Union nicht mehr verkauft werden dürfen.[19]
- Los Angeles / Vereinigte Staaten: Beim Absturz eines F-18-Kampfflugzeuges über einem Wohngebiet in San Diego sterben drei Menschen.[20]

### Dienstag, 9. Dezember 2008
- Chicago / Vereinigte Staaten: Der Gouverneur des US-Bundesstaates Illinois Rod Blagojevich wird wegen Korruptionsverdachts verhaftet. Er soll den frei werdenden Senatssitz von Barack Obama gegen finanzielle Zuwendungen versucht haben zu verkaufen.[21]
- Karlsruhe/Deutschland: Das Bundesverfassungsgericht erklärt die Kürzung der Pendlerpauschale für unzulässig.[22]
- Kiew/Ukraine: Der ukrainische Präsident Wiktor Juschtschenko und die Premierministerin Julija Tymoschenko einigen sich auf eine Fortsetzung ihrer pro-westlichen Regierungskoalition.[23]

### Mittwoch, 10. Dezember 2008

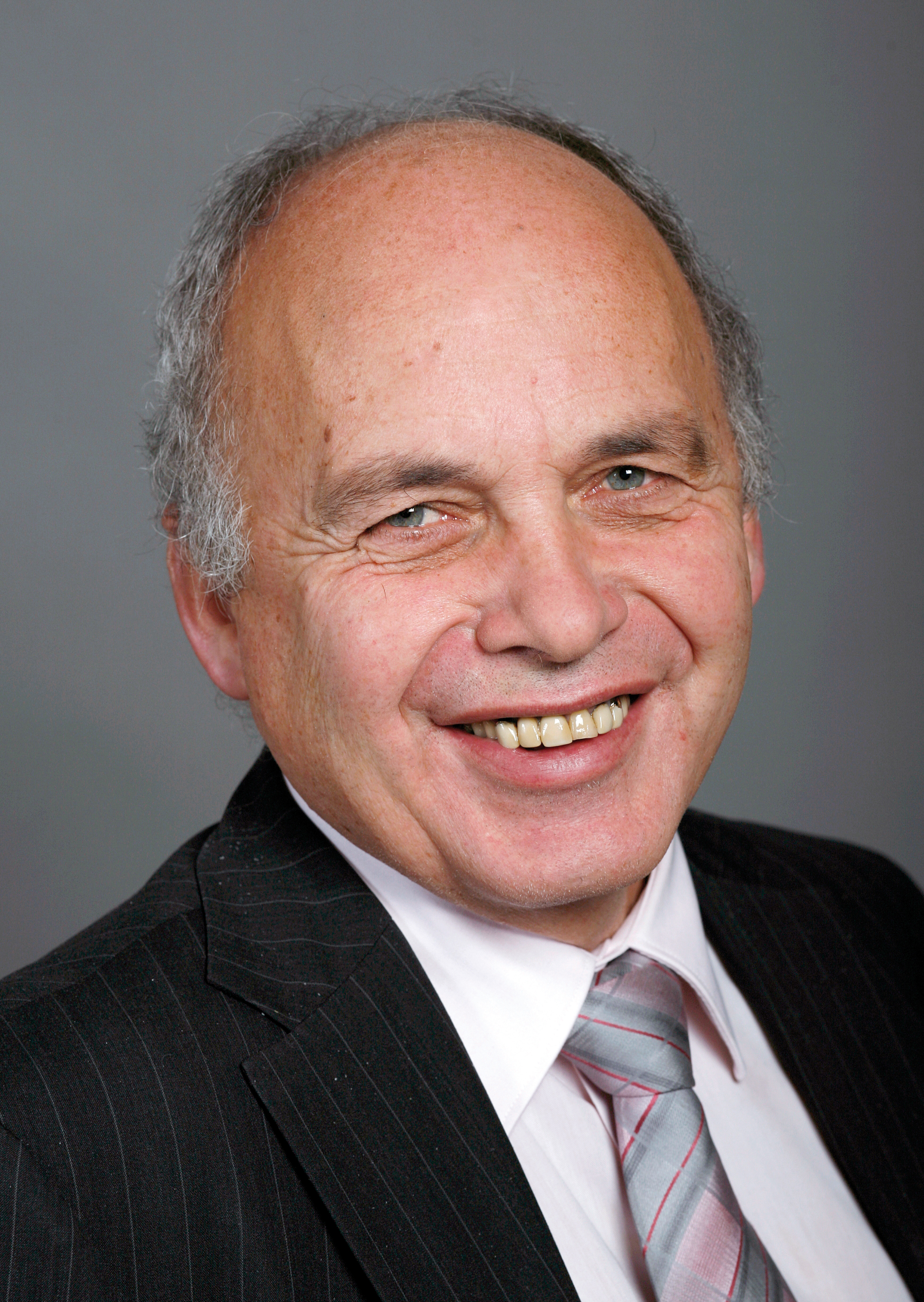
Ueli Maurer

- Bern/Schweiz: Ueli Maurer wird als neuer Bundesrat und Hans-Rudolf Merz wird zum Schweizer Bundespräsidenten für das Jahr 2009 gewählt.[24]
- Washington, D.C. / Vereinigte Staaten: Die Weltbank senkt wegen der Finanzkrise ihre Prognose für das globale Wirtschaftswachstum im Jahr 2009 und rechnet mit der schlimmsten Krise seit der Großen Depression in den 1930er Jahren.[25]

### Donnerstag, 11. Dezember 2008
- Bagdad/Irak: Bei einem Selbstmordanschlag in einem Restaurant in der Nähe von Kirkuk sterben mindestens 55 Menschen, etwa 120 weitere werden verletzt.[26]
- Brüssel/Belgien: Infolge der Finanzkrise verstoßen mittlerweile die Mitgliedsstaaten Frankreich, Großbritannien, Lettland und Litauen gegen das Maastricht-Kriterium der Neuverschuldung des Stabilitäts- und Wachstumspaktes.[27]
- Leipzig/Deutschland: Fahrzeughalter können nicht mehr mit Führerscheinen aus anderen EU-Staaten in Deutschland ein Kfz führen, wenn am Tag der Ausstellung der Fahrerlaubnis ihr Wohnsitz in Deutschland lag, und sie können nachträglich in Deutschland zur MPU, dem so genannten „Idiotentest“, gebeten werden.[28]
- Los Angeles / Vereinigte Staaten: Bei den Golden-Globe-Nominierungen wird der deutsche Film Der Baader Meinhof Komplex als bester fremdsprachiger Film nominiert.[29]
- Wiesbaden/Deutschland: „Finanzkrise“ als Bezeichnung für einen Teil der Weltwirtschaftskrise ab 2007 lautet für die Gesellschaft für deutsche Sprache das Wort des Jahres in Deutschland.[30]

### Freitag, 12. Dezember 2008

Mitgliedstaaten des Schengener Abkommens in blau

- Bern/Schweiz: Im Rahmen des Schengener Abkommens fallen die systematischen Personenkontrollen an den Grenzen zu den EU-Nachbarstaaten weg. Die Warenkontrollen bleiben jedoch erhalten, da kein Abkommen über eine Zollunion mit der Europäischen Union abgeschlossen wurde. Die Personenkontrollen bei Flügen aus der und in die Schweiz entfallen erst nach dem 29. März 2009.[31]
- Brüssel/Belgien: Die 27 EU-Staaten einigen sich auf ein Konjunkturpaket von 200 Milliarden Euro, was 1,5 % des Bruttoinlandsprodukts entspricht.[32]

### Samstag, 13. Dezember 2008
- Passau/Deutschland: Der Passauer Polizeichef Alois Mannichl wird in Fürstenzell bei einer Messerattacke schwer verletzt. Die Tat hat vermutlich einen rechtsextremen Hintergrund.[33]
- Washington, D.C. / Vereinigte Staaten: Ein heftiger Wintersturm schneidet mehr als eine Million Menschen im Nordosten der USA von der Stromversorgung ab. In den Staaten New Hampshire und Massachusetts erklären die Gouverneure den Notstand.[34]

### Sonntag, 14. Dezember 2008
- Aşgabat/Turkmenistan: Die Parlamentswahlen finden statt.
- Bagdad/Irak: Aus Protest wirft ein irakischer Journalist bei einer Pressekonferenz mit seinen Schuhen auf US-Präsident George W. Bush, der auf seinem Abschiedsbesuch war.[35]
- Deutschland: Mit einer Fahrpreiserhöhung von durchschnittlich 3,9 Prozent tritt der neue Fahrplan der Deutschen Bahn in Kraft.[36]
- Kairo/Ägypten: Bei einem schweren Busunglück in Südägypten kommen mindestens 53 Menschen ums Leben.[37]
- Manila/Philippinen: Bei einem Fährunglück in der Nähe der Mündung des Flusses Cagayan sterben mindestens 22 Menschen, 34 weitere werden noch vermisst.[38]
- Skopje/Mazedonien: Im Finale der Handball-Europameisterschaft der Frauen besiegt Norwegen Spanien mit 34:21 und wird damit zum dritten Mal in Folge und zum vierten Mal insgesamt Europameister.

### Montag, 15. Dezember 2008

Montenegro und die Europäische Union

- Bangkok/Thailand: Abhisit Vejjajiva von der oppositionellen Demokratischen Partei wird vom Parlament zum neuen Premierminister gewählt und tritt damit die Nachfolge des Anfang Dezember vom Verfassungsgericht zum Rücktritt gezwungenen Somchai Wongsawat an.[39]
- Harare/Simbabwe: Das UN-Büro OCHA gibt bekannt, dass die Anzahl der Todesopfer der Choleraepidemie mittlerweile bei etwa 1000 Toten und fast 20.000 Verdachtsfällen liegt.[40]
- Lyon/Frankreich: Nach starken Schneefällen im Zentralmassiv und den Alpen sind rund 80.000 Haushalte ohne Strom, dabei sterben drei Menschen.[41]
- Paris/Frankreich: Montenegros Ministerpräsident Milo Đukanović überreicht dem EU-Ratspräsidenten Nicolas Sarkozy den Beitrittsantrag um Mitgliedschaft in der Europäischen Union.[42]
- Washington, D.C. / Vereinigte Staaten: Das Wahlmännerkollegium wählt Barack Obama zum US-Präsidenten.[43]

### Dienstag, 16. Dezember 2008
- Dänemark, Schweden: Ein Erdbeben der Stärke 4,2 auf der Richter-Skala mit Epizentrum 40 km östlich von Malmö gegen 6 Uhr 20 ist in weiten Teilen Dänemarks zu spüren. Es ist das stärkste je gemessene Erdbeben in Dänemark.[44]
- Offenbach/Deutschland: Nach Angaben des Deutschen Wetterdienstes gehört das Jahr 2008 zu den sieben wärmsten seit Beginn der Wetteraufzeichnung. Der DWD sieht die Hauptursache im Klimawandel.[45]
- Washington, D.C. / Vereinigte Staaten: Die Federal Reserve System senkt den Leitzins auf den historisch niedrigsten Wert von 0 bis 0,25 Prozent.[46]
- Washington, D.C. / Vereinigte Staaten: Der designierte US-Präsident Barack Obama nominiert den Physik-Nobelpreis-Träger Steven Chu als Energieminister. Die ehemalige Leiterin der Umweltschutzbehörde, Carol M. Browner, wird Obamas Beraterin für Energie und Klima. Da Chu und Browner sich in der Vergangenheit für den Klimaschutz engagiert haben, wird dies als Zeichen einer Wende in der US-amerikanischen Energiepolitik gewertet.[47]
- Israel: Bei einem schweren Busunglück kommen 25 Menschen ums Leben, 33 weitere werden z. T. schwer verletzt.[48]

### Mittwoch, 17. Dezember 2008
- Oran/Algerien: Die Ölminister der OPEC beschließen eine Senkung der täglichen Ölfördermenge um 2,2 Millionen Barrel.[49]
- Straßburg/Frankreich: Der chinesische Dissident Hu Jia wird mit dem Sacharow-Preis, dem Menschenrechtspreis des Europäischen Parlaments, geehrt.[50]

### Donnerstag, 18. Dezember 2008
- Arusha/Tansania: Der Internationale Strafgerichtshof für Ruanda verurteilt Théoneste Bagosora als einer der Organisatoren des Völkermordes in Ruanda zu lebenslanger Haft.[51]
- Berlin/Deutschland: Der flächendeckende Mindestlohn für den Wirtschaftszweig Post ist nach einem Urteil des Oberverwaltungsgerichts Berlin-Brandenburg unzulässig. Es folgte mit seiner Entscheidung einem Urteil des Berliner Verwaltungsgerichtes vom März. Die Bundesregierung legte Revision beim Bundesverwaltungsgericht ein.[52]
- Berlin/Deutschland: Die 21-jährige Fotografin Alice Smeets aus Eupen (Belgien) gewinnt den internationalen Wettbewerb „UNICEF-Foto des Jahres“ 2008. Bei der Preisverleihung wird die Fotografin für ein Bild aus ihrer Serie „Growing up in Haiti“[53] ausgezeichnet, das ein Mädchen in Cité Soleil, einem Elendsviertel von Port-au-Prince, zeigt. Das Kind trägt ein sauberes weißes Kleid und weiße Schleifen im Haar, während es barfuß durch Pfützen voller Dreck und Unrat läuft.[54]

### Freitag, 19. Dezember 2008
- Bruchsal/Deutschland: Nach 26 Jahren im Gefängnis verlässt der 56-jährige frühere RAF-Terrorist Christian Klar die Justizvollzugsanstalt Bruchsal.[55]
- Frankfurt am Main / Deutschland: Die Ratingagentur Standard & Poor’s hat ihr Rating für die Deutsche Bank und zehn weitere Institute in Europa und den Vereinigten Staaten im Zuge der wirtschaftlichen Entwicklung herabgestuft. Für die Deutsche Bank reduzierte S&P das Langfrist- und Kurzfristrating jeweils um eine Stufe auf „A+“ und „A-1“.[56]

### Samstag, 20. Dezember 2008
- Denver / Vereinigte Staaten: Bei einem missglückten Startversuch stürzt eine Boeing 737 der Fluggesellschaft Continental Airlines in einen Graben und fängt Feuer. Dabei werden 38 Insassen verletzt.[57]

### Sonntag, 21. Dezember 2008
- Dresden/Deutschland: Das Land Sachsen, der Halbleiter-Hersteller Infineon und die Portugiesische Investitionsbank gewähren dem in wirtschaftliche Schieflage geratenen Speicherchip-Hersteller Qimonda einen Kredit in Höhe von insgesamt 325 Millionen Euro und sichern damit dessen Liquidität.[58]
- Yokohama/Japan: Der Verein Manchester United gewinnt nach einem 1:0-Finalsieg gegen die ecuadorianische Mannschaft LDU Quito die Klub-Weltmeisterschaft im Fußball.[59]

### Montag, 22. Dezember 2008
- Brüssel/Belgien: König Albert II. nimmt das Rücktrittsgesuch von Premierminister Yves Leterme an. Leterme, der wegen des Skandals um die Fortis-Bank zurücktritt, führt die Geschäfte bis zur Ernennung eines Nachfolgers weiter.[60]
- Bukarest/Rumänien: Nach den Parlamentswahlen am 30. November wird der PD-L-Vorsitzende Emil Boc neuer Ministerpräsident.[61]

### Dienstag, 23. Dezember 2008

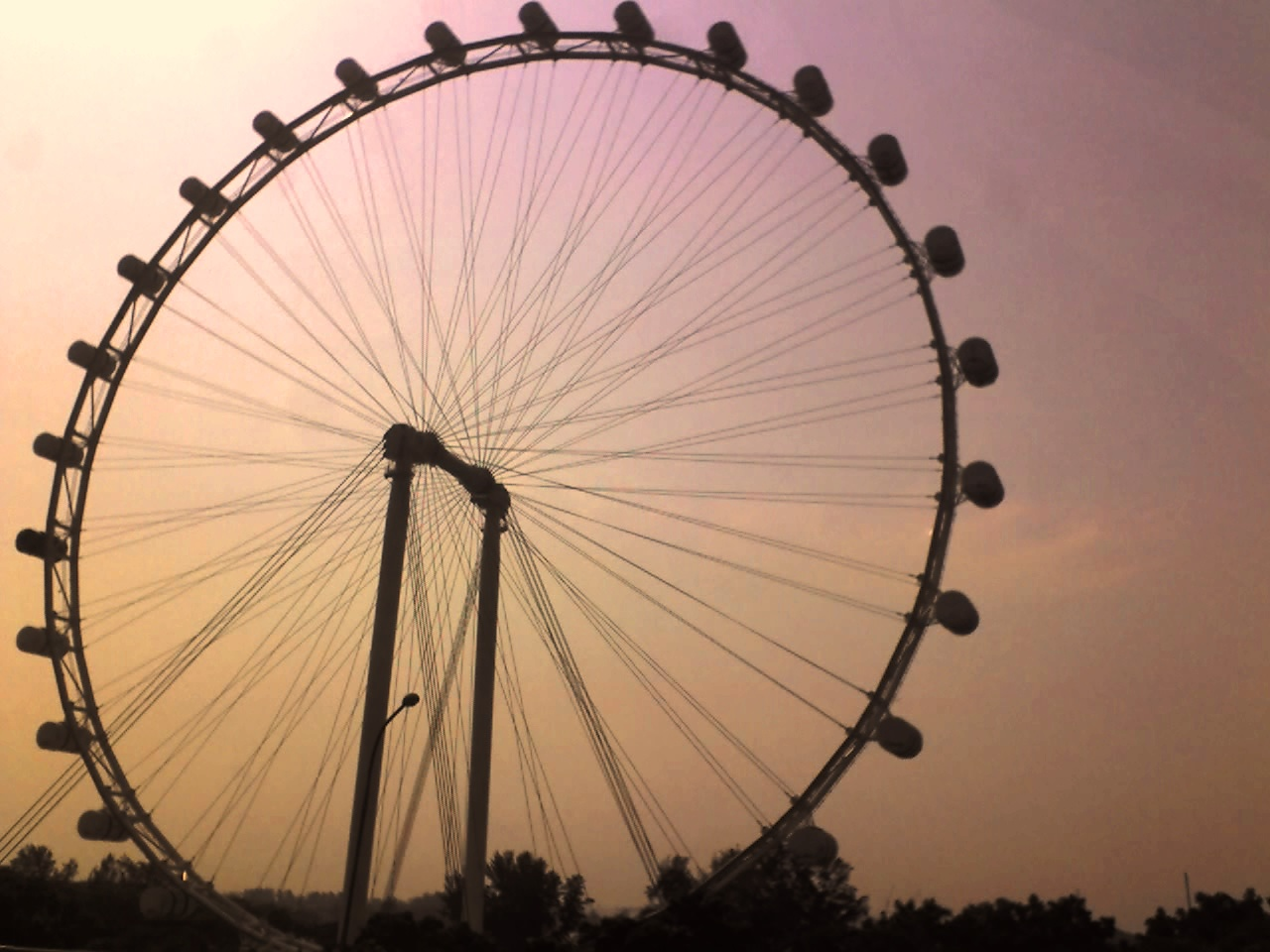
Singapore Flyer

- Conakry/Guinea: Militärputsch in Guinea: Nach dem Tod von Lansana Conté übernimmt das Militär die Macht und setzt die Verfassung außer Kraft.[62]
- Italien: Um 16:24 erschüttert ein Erdbeben der Stärke 5,3 Oberitalien. Das Hypozentrum wurde 20 km südsüdöstlich von Parma in 28,9 km Tiefe registriert und war in ganz Norditalien und im Schweizer Kanton Tessin zu spüren.[63]
- Singapur/Singapur: Aufgrund eines Stromausfalles sitzen 173 Passagiere über sechs Stunden in über 150 Meter Höhe im Riesenrad Singapore Flyer fest.
- Witten/Deutschland: Durch Intervention des Ministers für Innovation, Wissenschaft, Forschung und Technologie des Landes Nordrhein-Westfalen Andreas Pinkwart wird die Zahlungsfähigkeit der Privatuniversität Witten/Herdecke wieder hergestellt.[64]

### Mittwoch, 24. Dezember 2008
- Conakry/Guinea: Der Führer der Putschisten, Moussa Dadis Camara, erklärt sich zum Übergangspräsidenten. Die Afrikanische Union verurteilt die Machtübernahme.[65]
- Covina / Vereinigte Staaten: Ein als Weihnachtsmann verkleideter Amokläufer tötet bei einer Familienweihnachtsfeier neun Menschen und anschließend sich selbst.[66]
- Gazastreifen/Palästinensische Autonomiegebiete: Militante Palästinenser verstärken ihre Raketenangriffe auf Israel. Mehr als 60 Kassam-Raketen schlagen im Grenzgebiet auf israelischer Seite ein.[67]
- London / Vereinigtes Königreich: Der Literaturnobelpreisträger Harold Pinter stirbt an Kehlkopfkrebs.

### Donnerstag, 25. Dezember 2008
- Kiew/Ukraine: Bei der Explosion eines Wohnhauses in Jewpatorija auf der Halbinsel Krim sterben mindestens 27 Menschen.[68]
- Sukkur/Pakistan: Beim Einsturz eines neuen, fünfstöckigen Hauses kommen acht Menschen ums Leben.[69]

### Freitag, 26. Dezember 2008
- Peking/China: Die Marine der Volksrepublik China beteiligt sich an der Operation Atalanta der Europäischen Union gegen die Piraterie vor der Küste Somalias und schickt drei Kriegsschiffe in den Golf von Aden.[70]

### Samstag, 27. Dezember 2008

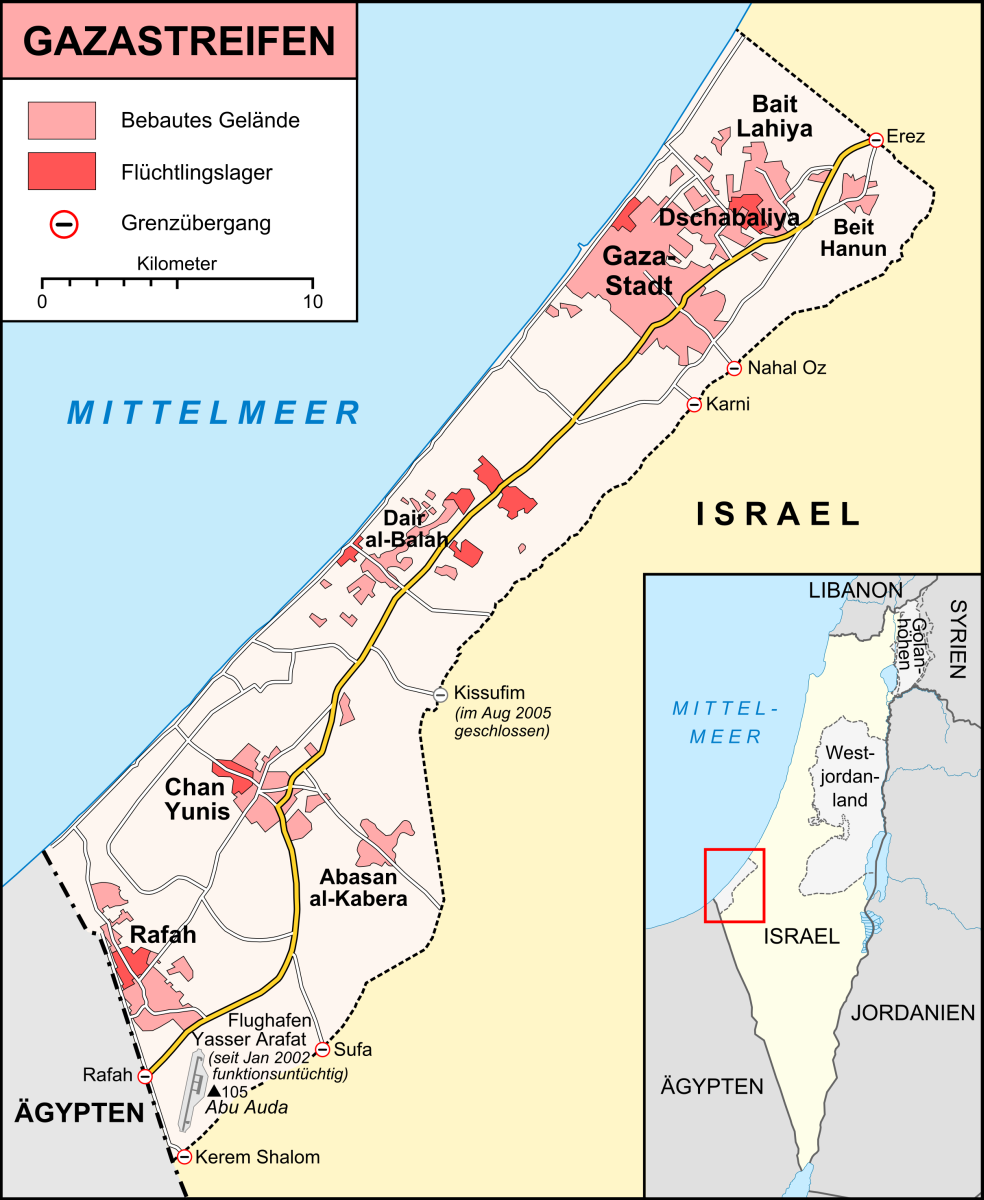
Gazastreifen

- Bagdad/Irak: Bei der Explosion einer Autobombe kommen mindestens 22 Menschen ums Leben.[71]
- Gazastreifen / Palästinensische Autonomiegebiete: Operation Gegossenes Blei: Nach Angriffen der israelischen Luftwaffe auf Stellungen der Hamas im Gazastreifen sind bisher rund 200 Todesopfer zu verzeichnen. Die Bombardements sind Vergeltung für Raketenangriffe der Hamas der vergangenen Jahre.[72]
- Peking/China: Beim Absturz eines Aufzuges auf einer Baustelle in Changsha, der Provinzhauptstadt von Hunan sterben mindestens 17 Menschen.[73]

### Sonntag, 28. Dezember 2008
- Bagdad/Irak: Die Sicherheitslage von Zivilisten im Irak verbesserte sich 2008, die Zahl der täglich getöteten Bürger sank von 76 im Vorjahr auf 25, wie der Iraq Body Count mitteilt.[74]
- Kabul/Afghanistan: Bei zwei Anschlägen im Grenzgebiet von Afghanistan und Pakistan kommen mehr als 40 Menschen ums Leben. Ein Bombenanschlag in einer als Wahllokal genutzten Schule im pakistanischen Swat-Tal fordert 27 Menschenleben und in der afghanischen Provinz Chost tötet ein Selbstmordattentäter 16 Menschen, darunter 14 Kinder.[75]

### Montag, 29. Dezember 2008
- Dhaka/Bangladesch: An der ersten Parlamentswahl seit sieben Jahren geben etwa 70 Prozent der 81 Millionen Stimmberechtigten ihre Stimme ab.[76] Dabei gewinnt die Awami-Liga von Hasina Wajed, die zusammen mit künftigen Regierungspartnern 262 der 300 Parlamentssitze erreicht.[77]
- Gazastreifen / Palästinensische Autonomiegebiete: Die Israelische Luftwaffe setzt die Angriffe auf den Gazastreifen am dritten Tage infolge fort. Israels Verteidigungsminister Ehud Barak spricht von einem „Krieg bis zum bitteren Ende“, Generalstabschef Dan Harel ergänzt, dass das Schlimmste noch nicht ausgestanden sei. Bisher sind bei den Angriffen mindestens 345 Menschen ums Leben gekommen.[78]

### Dienstag, 30. Dezember 2008
- Bangkok/Thailand: Der neue Ministerpräsident Abhisit Vejjajiva nimmt begleitet von schweren Protesten seine Arbeit auf. Seine Antrittsrede hält er im Außenministerium, da das Parlamentsgebäude von den Demonstranten blockiert wird.[79]
- Brüssel/Belgien: König Albert II. ernennt den ehemaligen Finanzminister Herman Van Rompuy zum belgischen Premierminister. Rompuy will die Fünf-Parteien-Koalition von Vorgänger Yves Leterme weiterführen.[80]

### Mittwoch, 31. Dezember 2008
- Jerusalem/Israel: Das israelische Sicherheitskabinett lehnt die weltweiten Forderungen nach einer Waffenruhe ab und beschließt, die Militäroffensive gegen die Hamas im Gazastreifen fortzusetzen. Nach palästinensischen Angaben starben dabei bisher fast 400 Menschen.[81]
- Vatikanstadt: Der Heilige Stuhl wird Afrika im Jahr 2009 seine besondere Aufmerksamkeit widmen. Der Sprecher von Papst Benedikt XVI., Federico Lombardi SJ, beschreibt Afrika als „Kontinent mit großem Potential und großem Reichtum an Ressourcen […] vor allem menschlichen Ressourcen“, der „endlich seinen Beitrag leisten kann für die Menschheit“. Im März 2009 wird der Papst voraussichtlich nach Afrika reisen.[82]

## Weblinks

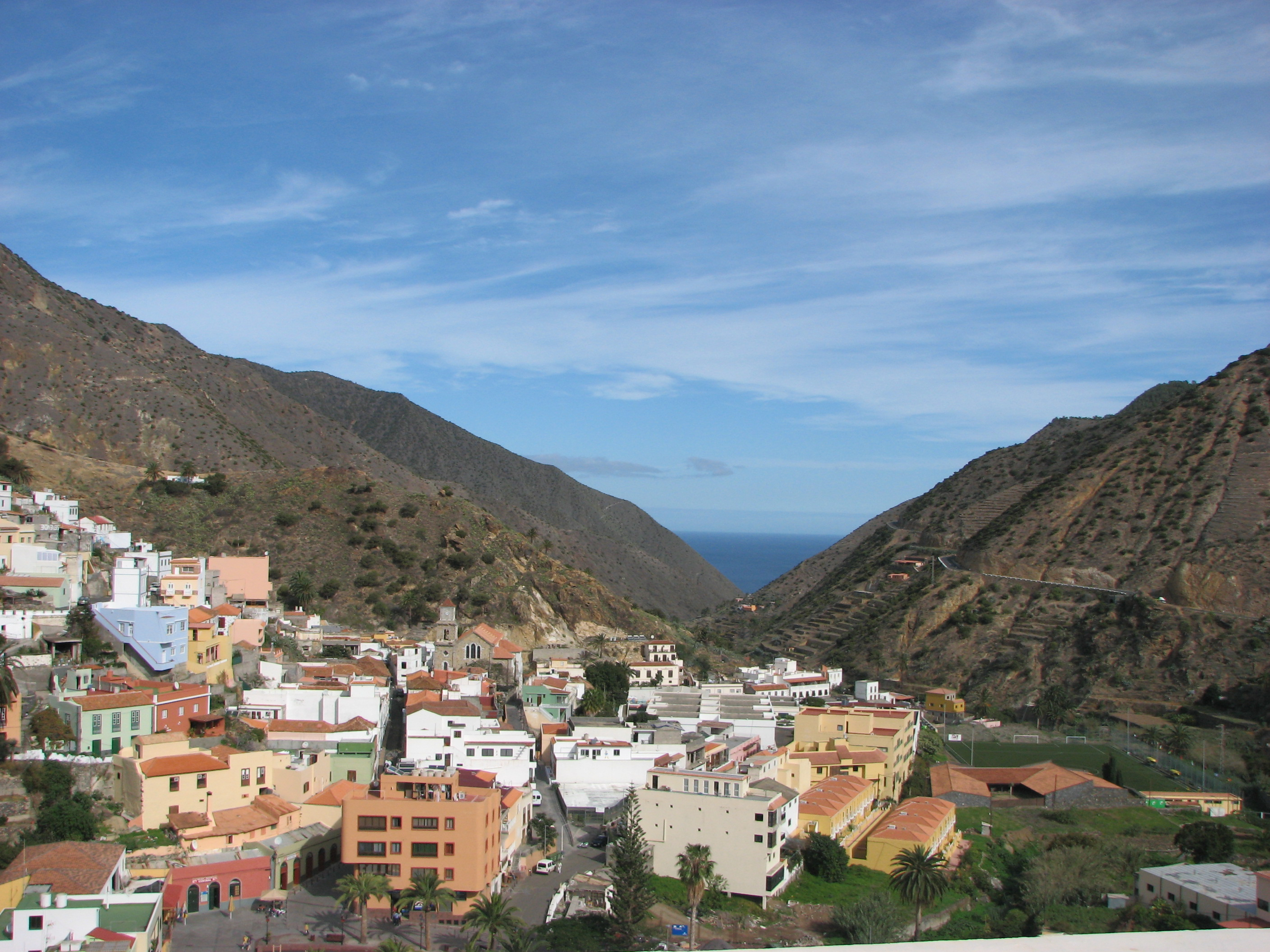
Spanien im Dezember 2008